# Världsmästerskapet i volleyboll för klubblag 2019 (damer)
Världsmästerskapet i volleyboll för klubblag 2019 utspelade sig mellan 3 och 8 december 2019 i Shaoxing, Kina. I turneringen deltog åtta klubblag. Imoco Volley vann tävlingen för första gången.

## Regelverk

### Upplägg
Tävlingen skedde i tre faser, en gruppspelsfas följd av en slutspelsfas i cupformat.
- Gruppspelet skedde med två grupper om fyra lag. Alla lag mötte alla lag i sin grupp.
- De två första i varje grupp gick vidare till slutspel med semifinal, match om tredjepris och final. Alla möten bestämdes direkt genom en match.
- De två sista i varje grupp gick till ett motsvarande slutspel om matcherna 5-8.

### Metod för att bestämma tabellplacering
Om slutresultatet blev 3-0 eller 3-1 tilldelades 3 poäng till det vinnande laget och 0 till det förlorande laget, om slutresultatet blev 3-2 tilldelades 2 poäng till det vinnande laget och 1 till det förlorande laget. 
Rankningsordningen i serien definierades utifrån:
- Antal vunna matcher
- Poäng
- Kvot vunna / förlorade set
- Kvot vunna / förlorade poäng.
- Inbördes möten (om fler än två låg fortfarande är lika efter ovanstående steg upprepades processen, men enbart mellan de lag som låg lika)

## Deltagande lag
| Lag                  | Turnering                                                       | Deltog senast                                     |
| -------------------- | --------------------------------------------------------------- | ------------------------------------------------- |
| Minas Tênis Clube    | 1:a Campeonato Sudamericano de Clubes de Voleibol Femenino 2019 | Världsmästerskapet i volleyboll för klubblag 2018 |
| Praia Clube          | Wild card                                                       | Världsmästerskapet i volleyboll för klubblag 2018 |
| Guangdong Evergrande | Organisatör                                                     | Världsmästerskapet i volleyboll för klubblag 2013 |
| Tianjin              | 1:a Asian Women's Club Volleyball Championship 2019             | Världsmästerskapet i volleyboll för klubblag 2012 |
| AGIL Volley          | 1:a CEV Champions League 2018–19                                | Debut                                             |
| Imoco Volley         | Wild card                                                       | Debut                                             |
| Eczacıbaşı SK        | Wild card                                                       | Världsmästerskapet i volleyboll för klubblag 2018 |
| Vakıfbank SK         | Wild card                                                       | Världsmästerskapet i volleyboll för klubblag 2018 |

## Turneringen

### Gruppspelsfasen
| Grupp A              | Grupp B      |
| -------------------- | ------------ |
| Eczacıbaşı SK        | Praia Clube  |
| Guangdong Evergrande | AGIL Volley  |
| Imoco Volley         | Tianjin      |
| Minas Tênis Clube    | Vakıfbank SK |

#### Grupp A

##### Resultat
| 3 december 2019 Shaoxing Olympic Sports Center, Shaoxing Speltid: 1h:53 - Åskådare: 1 856 | Imoco Volley         | 3 - 1 | Eczacıbaşı SK        | 25-20, 25-22, 22-25, 25-21        |
| 3 december 2019 Shaoxing Olympic Sports Center, Shaoxing Speltid: 2h:05 - Åskådare: 6 227 | Guangdong Evergrande | 3 - 1 | Minas Tênis Clube    | 25-22, 28-26, 23-25, 25-22        |
| 4 december 2019 Shaoxing Olympic Sports Center, Shaoxing Speltid: 1h:18 - Åskådare: 2 277 | Eczacıbaşı SK        | 3 - 0 | Minas Tênis Clube    | 25-17, 25-23, 25-16               |
| 4 december 2019 Shaoxing Olympic Sports Center, Shaoxing Speltid: 1h:19 - Åskådare: 3 431 | Guangdong Evergrande | 0 - 3 | Imoco Volley         | 16-25, 22-25, 21-25               |
| 6 december 2019 Shaoxing Olympic Sports Center, Shaoxing Speltid: 2h:18 - Åskådare: 893   | Imoco Volley         | 3 - 2 | Minas Tênis Clube    | 25-17, 25-19, 20-25, 22-25, 28-26 |
| 6 december 2019 Shaoxing Olympic Sports Center, Shaoxing Speltid: 1h:15 - Åskådare: 2 276 | Eczacıbaşı SK        | 3 - 0 | Guangdong Evergrande | 25-21, 25-9, 25-15                |

##### Sluttabell
| Pos | Lag                  | Pt | M | V | F | SV | SF | Kvot  | PV  | PF  | Kvot  |
| --- | -------------------- | -- | - | - | - | -- | -- | ----- | --- | --- | ----- |
| 1.  | Imoco Volley         | 8  | 3 | 3 | 0 | 9  | 3  | 3,000 | 292 | 259 | 1,127 |
| 2.  | Eczacıbaşı SK        | 6  | 3 | 2 | 1 | 7  | 3  | 2,333 | 238 | 198 | 1,202 |
| 3.  | Guangdong Evergrande | 3  | 3 | 1 | 2 | 3  | 7  | 0,429 | 205 | 245 | 0,837 |
| 4.  | Minas Tênis Clube    | 1  | 3 | 0 | 3 | 3  | 9  | 0,333 | 263 | 296 | 0,889 |

#### Grupp B

##### Resultat
| 3 december 2019 Shaoxing Olympic Sports Center, Shaoxing Speltid: 1h:31 - Åskådare: 2 311 | Vakıfbank SK | 3 - 0 | Praia Clube  | 27-25, 25-20, 25-20               |
| 3 december 2019 Shaoxing Olympic Sports Center, Shaoxing Speltid: 2h:01 - Åskådare: 7 493 | Tianjin      | 2 - 3 | AGIL Volley  | 25-17, 25-15, 18-25, 15-25, 11-15 |
| 5 december 2019 Shaoxing Olympic Sports Center, Shaoxing Speltid: 2h:20 - Åskådare: 2 683 | AGIL Volley  | 3 - 2 | Vakıfbank SK | 25-21, 25-22, 25-27, 24-26, 15-12 |
| 5 december 2019 Shaoxing Olympic Sports Center, Shaoxing Speltid: 2h:18 - Åskådare: 4 700 | Tianjin      | 3 - 2 | Praia Clube  | 25-21, 25-19, 22-25, 16-25, 16-14 |
| 6 december 2019 Shaoxing Olympic Sports Center, Shaoxing Speltid: 1h:27 - Åskådare: 1 158 | AGIL Volley  | 3 - 0 | Praia Clube  | 25-21, 26-24, 25-19               |
| 6 december 2019 Shaoxing Olympic Sports Center, Shaoxing Speltid: 1h:05 - Åskådare: 5 265 | Tianjin      | 0 - 3 | Vakıfbank SK | 15-25, 14-25, 19-25               |

##### Sluttabell
| Fos | Lag          | Pt | M | V | F | SV | SF | Ratio | PF  | PS  | Ratio |
| --- | ------------ | -- | - | - | - | -- | -- | ----- | --- | --- | ----- |
| 1.  | AGIL Volley  | 7  | 3 | 3 | 0 | 9  | 4  | 2,250 | 287 | 266 | 1,079 |
| 2.  | Vakıfbank SK | 7  | 3 | 2 | 1 | 8  | 3  | 2,667 | 260 | 227 | 1,145 |
| 3.  | Tianjin      | 3  | 3 | 1 | 2 | 5  | 8  | 0,625 | 246 | 276 | 0,891 |
| 4.  | Praia Clube  | 1  | 3 | 0 | 3 | 2  | 9  | 0,222 | 233 | 257 | 0,907 |

### Slutspelsfasen

#### Spel om plats 1-4
|  | Semifinaler | Semifinaler   | Semifinaler |               |    | Final               | Final               | Final               |  |
|  |             |               |             |               |    |                     |                     |                     |  |
|  |             |               |             |               |    |                     |                     |                     |  |
|  | 1A          | Imoco Volley  | 3           |               |    |                     |                     |                     |  |
|  | 1A          | Imoco Volley  | 3           |               |    |                     |                     |                     |  |
|  | 2B          | Vakıfbank SK  | 2           |               |    |                     |                     |                     |  |
|  | 2B          | Vakıfbank SK  | 2           |               | 1A | Imoco Volley        | 3                   |                     |  |
|  |             |               |             |               | 1A | Imoco Volley        | 3                   |                     |  |
|  |             |               | 2A          | Eczacıbaşı SK | 1  |                     |                     |                     |  |
|  | 1B          | AGIL Volley   | 2A          | Eczacıbaşı SK | 1  | 2                   |                     |                     |  |
|  | 1B          | AGIL Volley   |             |               |    | 2                   |                     |                     |  |
|  | 2A          | Eczacıbaşı SK | 3           |               |    | Match om tredjepris | Match om tredjepris | Match om tredjepris |  |
|  | 2A          | Eczacıbaşı SK | 3           |               |    |                     |                     |                     |  |
|  |             |               |             |               |    |                     |                     |                     |  |
|  |             |               |             |               |    | 2B                  | Vakıfbank SK        | 3                   |  |
|  |             |               |             |               |    | 2B                  | Vakıfbank SK        | 3                   |  |
|  |             |               |             |               |    | 1B                  | AGIL Volley         | 0                   |  |
|  |             |               |             |               |    | 1B                  | AGIL Volley         | 0                   |  |
|  |             |               |             |               |    |                     |                     |                     |  |
|  |             |               |             |               |    |                     |                     |                     |  |
|  |             |               |             |               |    |                     |                     |                     |  |

##### Semifinaler
| 7 december 2019 Shaoxing Olympic Sports Center, Shaoxing Speltid: 2h:24 - Åskådare: 3 806 | Imoco Volley | 3 - 2 | Vakıfbank SK  | 25-23, 20-25, 25-23, 21-25, 23-21 |
| 7 december 2019 Shaoxing Olympic Sports Center, Shaoxing Speltid: 2h:14 - Åskådare: 4 806 | AGIL Volley  | 2 - 3 | Eczacıbaşı SK | 21-25, 25-23, 11-25, 25-23, 13-15 |

##### Match om tredjepris
| 8 december 2019 Shaoxing Olympic Sports Center, Shaoxing Speltid: 1h:24 - Åskådare: 4 870 | Vakıfbank SK | 3 - 0 | AGIL Volley | 26-24, 25-23, 25-21 |

##### Final
| 8 december 2019 Shaoxing Olympic Sports Center, Shaoxing Speltid: 1h:50 - Åskådare: 7 135 | Imoco Volley | 3 - 1 | Eczacıbaşı SK | 22-25, 25-14, 25-19, 25-21 |

#### Spel om plats 5-8
|  | Semifinaler | Semifinaler          | Semifinaler |                   |    | Match om femteplats  | Match om femteplats  | Match om femteplats  |  |
|  |             |                      |             |                   |    |                      |                      |                      |  |
|  |             |                      |             |                   |    |                      |                      |                      |  |
|  | 3A          | Guangdong Evergrande | 0           |                   |    |                      |                      |                      |  |
|  | 3A          | Guangdong Evergrande | 0           |                   |    |                      |                      |                      |  |
|  | 4B          | Praia Clube          | 3           |                   |    |                      |                      |                      |  |
|  | 4B          | Praia Clube          | 3           |                   | 4B | Praia Clube          | 2                    |                      |  |
|  |             |                      |             |                   | 4B | Praia Clube          | 2                    |                      |  |
|  |             |                      | 4A          | Minas Tênis Clube | 3  |                      |                      |                      |  |
|  | 3B          | Tianjin              | 4A          | Minas Tênis Clube | 3  | 0                    |                      |                      |  |
|  | 3B          | Tianjin              |             |                   |    | 0                    |                      |                      |  |
|  | 4A          | Minas Tênis Clube    | 3           |                   |    | Match om sjundeplats | Match om sjundeplats | Match om sjundeplats |  |
|  | 4A          | Minas Tênis Clube    | 3           |                   |    |                      |                      |                      |  |
|  |             |                      |             |                   |    |                      |                      |                      |  |
|  |             |                      |             |                   |    | 3A                   | Guangdong Evergrande | 3                    |  |
|  |             |                      |             |                   |    | 3A                   | Guangdong Evergrande | 3                    |  |
|  |             |                      |             |                   |    | 3B                   | Tianjin              | 0                    |  |
|  |             |                      |             |                   |    | 3B                   | Tianjin              | 0                    |  |
|  |             |                      |             |                   |    |                      |                      |                      |  |
|  |             |                      |             |                   |    |                      |                      |                      |  |
|  |             |                      |             |                   |    |                      |                      |                      |  |

##### Semifinaler
| 7 december 2019 Shaoxing Olympic Sports Center, Shaoxing Speltid: 1h:22 - Åskådare: 1 200 | Guangdong Evergrande | 0 - 3 | Praia Clube       | 22-25, 20-25, 14-25 |
| 7 december 2019 Shaoxing Olympic Sports Center, Shaoxing Speltid: 1h:26 - Åskådare: 3 500 | Tianjin              | 0 - 3 | Minas Tênis Clube | 23-25, 26-28, 19-25 |

##### Match om sjundeplats
| 8 december 2019 Shaoxing Olympic Sports Center, Shaoxing Speltid: 1h:36 - Åskådare: 1 854 | Guangdong Evergrande | 3 - 0 | Tianjin | 28-26, 25-20, 25-21 |

##### Match om femteplats
| 8 december 2019 Shaoxing Olympic Sports Center, Shaoxing Speltid: 2h:16 - Åskådare: 1 706 | Praia Clube | 2 - 3 | Minas Tênis Clube | 25-18, 14-25, 25-18, 22-25, 9-15 |

## Slutplaceringar
| Pos | Lag                  |
| --- | -------------------- |
|     | Imoco Volley         |
|     | Eczacıbaşı SK        |
|     | Vakıfbank SK         |
| 4   | AGIL Volley          |
| 5   | Minas Tênis Clube    |
| 6   | Praia Clube          |
| 7   | Guangdong Evergrande |
| 8   | Tianjin              |

## Individuella utmärkelser
| Utmärkelse          | Namn            | Lag           |
| ------------------- | --------------- | ------------- |
| MVP                 | Paola Egonu     | Imoco Volley  |
| Bästa passare       | Joanna Wołosz   | Imoco Volley  |
| Bästa högerspiker   | Isabelle Haak   | Vakıfbank SK  |
| Bästa vänsterspiker | Kim Yeon-koung  | Eczacıbaşı SK |
| Bästa vänsterspiker | Kimberly Hill   | Imoco Volley  |
| Bästa center        | Zehra Güneş     | Vakıfbank SK  |
| Bästa center        | Robin de Kruijf | Imoco Volley  |
| Bästa libero        | Simge Aköz      | Eczacıbaşı SK |